# I. e. 132
Évszázadok: i. e. 3. század – i. e. 2. század – i. e. 1. század
Évtizedek: i. e. 180-as évek – i. e. 170-es évek – i. e. 160-as évek – i. e. 150-es évek – i. e. 140-es évek – i. e. 130-as évek – i. e. 120-as évek – i. e. 110-es évek – i. e. 100-as évek – i. e. 90-es évek – i. e. 80-as évek
Évek: i. e. 137 – i. e. 136 – i. e. 135 – i. e. 134 –  i. e. 133 – i. e. 132 – i. e. 131 – i. e. 130 – i. e. 129 – i. e. 128 – i. e. 127

## Események

### Róma
- Publius Popillius Laenast és Publius Rupiliust választják consulnak.
- Publius Rupilius ostrommal elfoglalja Tauromeniumot és Hennát, a szicíliai lázadó rabszolgák utolsó menedékeit. A rabszolgaháború véget ér.
- P. Popillius Laenas elkezdi a Via Popilia építését, amely Regiumot köti össze Capuával.

### Hellenisztikus birodalmak
- VII. Antiokhosz szeleukida király megtámadja a korábban függetlenedett Júdeát és ostrom alá veszi Jeruzsálemet. Ióannész Hürkanosz júdeai király megadja magát; elismeri urának a szeleukida királyt, csapatokat biztosít a hadjárataihoz, lerombolja Jeruzsálem falait és 3000 talentum hadisarcot fizet (utóbbihoz kénytelen kifosztani Dávid király sírját).
- A nabataeus Arju az Eufrátesz felső folyásánál kikiáltja a Szeleukida Birodalomtól függetlenedő Oszroéné királyságát és megalapítja az Abgarida-dinasztiát.
- Egyiptomban konfliktus robban ki az eddig közösen uralkodó VIII. Ptolemaiosz és felesége/nővére, II. Kleopátra között. Az alexandriaiak Kleopátrát támogatják és zavargásaik alatt felgyújtják a királyi palotát. Ptolemaiosz és fiatalabbik felesége/unokahúga, III. Kleopátra (II. Kleopátra lánya) Ciprusra menekül.

### Pártus Birodalom
- Meghal I. Mithridatész király. Utóda fia, II. Phraatész.

## Születések
- VI. Mithridatész, pontoszi király

## Halálozások
- I. Mithridatész, pártus király
- Eunus, a szicíliai rabszolgafelkelés vezére
- Publius Cornelius Scipio Nasica Serapio, római hadvezér és államférfi

## Fordítás
- Ez a szócikk részben vagy egészben  a(z)   132 av. J.-C. című francia Wikipédia-szócikk ezen változatának fordításán alapul.  Az eredeti cikk szerkesztőit annak laptörténete sorolja fel. Ez a jelzés csupán a megfogalmazás eredetét és a szerzői jogokat jelzi, nem szolgál a cikkben szereplő információk forrásmegjelöléseként.